# Метон Афинский
Метон Афинский (V век до н. э., Афины — неизвестно, Афины) — древнегреческий астроном, математик и инженер.
В 433 г. до н. э. предложил так называемый метонов цикл, положенный в основу греческого лунно-солнечного календаря. Метонов цикл — промежуток времени, равный 19 тропическим солнечным годам, или 235 синодическим месяцам, или 6 940 суткам.
В 432 г. до н. э. им был построен на площади в Афинах гномон для наблюдения солнцестояний. Под его руководством были высечены из камня оригинальные переставные календари (парапегмы). Метон составил парапегму, которая начиналась со дня летнего солнцестояния, наблюдавшегося им в 432 году до нашей эры.
Метон появляется как эпизодический персонаж в пьесе Аристофана «Птицы» (414 г. до н. э.).

## Память
В 1935 году Международный астрономический союз присвоил имя Метона Афинского кратеру на видимой стороне Луны.